# Oggetti non stellari nella costellazione della Volpetta
Principali oggetti non stellari visibili nella costellazione della Volpetta.

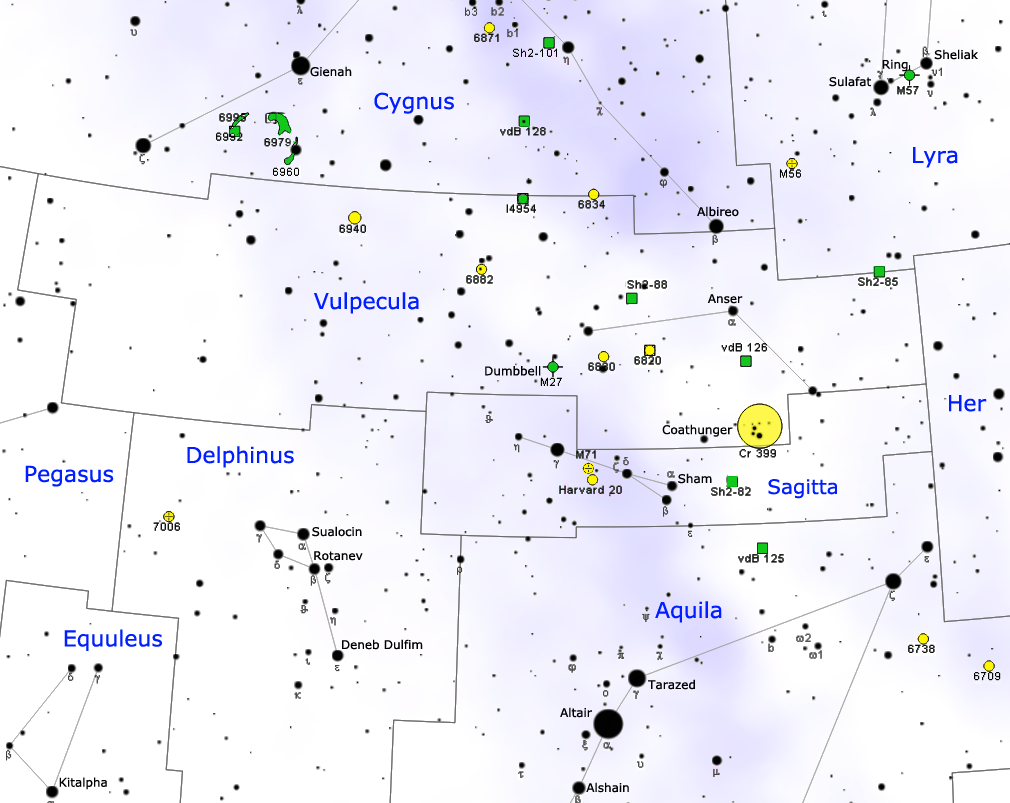
Mappa della costellazione della Volpetta.

## Ammassi aperti
- Cr 399 (L'Attaccapanni)
- NGC 6823
- NGC 6830
- NGC 6882
- NGC 6885
- NGC 6940

## Nebulose planetarie
- M27
- NGC 6842

## Nebulose diffuse
- NGC 6820
- Regione di Vulpecula OB1
- Sh2-83
- Sh2-87
- Sh2-88
- Sh2-89
- Sh2-90
- Sh2-92
- Sh2-93
- vdB 126

## Galassie
- NGC 7052